# رومن پوتوچنی
رومن پوتوچنی (چکی: Roman Potočný؛ زادهٔ ۲۵ آوریل ۱۹۹۱) بازیکن فوتبال اهل جمهوری چک است.
از باشگاه‌هایی که در آن بازی کرده‌است می‌توان به باشگاه فوتبال بوهمیانس ۱۹۰۵، باشگاه فوتبال اسپارتا پراگ، و باشگاه فوتبال تپلیس اشاره کرد.
وی همچنین در تیم ملی فوتبال جمهوری چک بازی کرده‌است.